# Uli Vonbank-Schedler
Uli Vonbank-Schedler, geborene Ulrike Dorothea Schedler (* 1961 in Hörbranz), ist eine österreichische Kulturschaffende, Kuratorin und bildende Künstlerin. Ihr Werk umfasst künstlerische Arbeiten, Ausstellungs- und Festivalkurationen sowie partizipative Projekte. Sie lebt und arbeitet in der Steiermark.

## Leben
Vonbank-Schedler wuchs als drittes von vier Kindern einer Arbeiterfamilie in Vorarlberg auf. Sie maturierte an der HTL für Textilindustrie in Dornbirn und studierte von 1982 bis 1988 Textiles Gestalten und Werkerziehung (bei Josef Schulz und Edelbert Köb) an der Akademie der bildenden Künste in Wien.
Nach der Geburt ihrer zwei Kinder zog sie 1991 in die Steiermark. Auf der Suche nach einem Ort an dem Leben und Wirken Eins werden können, legten sie und ihr Mann, der Orgelbauer Walter Vonbank, die Grundsteine ihres Lebenswerkes. In einem außergewöhnlich radikalen Projekt bauten sie einen stark renovierungsbedürftigen Bauernhof in Triebendorf um (Architektur Raimund Dickinger), wo sie seither leben und arbeiten.

## Wirken
Ein durchgängiger Aspekt Vonbank-Schedlers Arbeiten ist die regionale und historische Kontextualisierung. Ihr gleichzeitiges Faible für partizipative Formate und feministische Themen äußert sich beispielsweise in Projekten wie den murauerInnen oder MURAUstrickt, die sie mitkonzipierte.
Außerdem ist sie neben Gunilla Plank und Andreas Staudinger Kuratorin des vom steirischen herbst unterstützten Festivals STUBENrein in dem Kultur, Regionalität und Teilhabe in einer hervorragenden Balance zusammenspielen.
In Ausstellungen wie Kunst des Vergessens (Galerie Freihaus Villach), Im Besten Einvernehmen (Bad Eisenkappel) oder das eigene & das fremde (Schloss Lind) thematisierte sie in Zusammenarbeit mit dem Historiker Werner Koroschitz die Verstrickung der jeweiligen Regionen in das NS-System. „Daneben positionierte sie das Handwerksmuseum Murau als Ort des gegenwärtigen Lernens, der Innovation und Begegnung“ und ist seit 1997 Präsidentin des Vereins O.R.F. (offen. real. fundamental.), der seit 1999 im Rahmen des Artist-in-Residence Programms Hotel Pupik unter der Leitung von Heimo Wallner jährlich ca. 30 internationalen Künstler in den Gebäuden der Schwarzenberg’schen Meierei in Schrattenberg Wohn- und Arbeitsplätze zur Verfügung stellt.
Erwähnenswert sind darüber hinaus Vonbank-Schedlers eigene künstlerische Arbeiten wie beispielsweise ihre Zeitungsteppiche. Seit 2001 fertigt sie ortsspezifische Gewebe aus Zeitungspapier, bei denen es um die Archivierung dessen geht, „was Menschen eines Ortes an Information aus den Printmedien zu sich nehmen[…]. Zugleich sind sie eine künstlerische Verarbeitung des Unverarbeitbaren.“ Ein Gegenstück dazu bilden ihre Blindzeichnungen, die einen Akt des Aus-sich-heraus-Kramens und Fixierens von Erinnertem darstellen.

## Ausstellungen

### Einzelausstellungen
- 2011: Seh:Bühne, Villach, Österreich[6]
- 2008: Galerie im österreichischen Papiermuseum, Steyrermühl, Österreich
- 2001: „Weibsbilder“, Galerie Unart (Verein Industriekultur Alltagsgeschichte), Villach, Österreich
- 2000: „Lust ...“, Galerie Hirt-Haus, Scheifling, Österreich
- 1998: Künstlerhaus, Palais Thurn und Taxis, Bregenz, Österreich[7]
- 1995: „Curtains“, Experimental Intermedia Artist in Residence House, Gent, Belgien
- 1993: „Socken Verse“, Studio allerArt, Bludenz, Österreich

### Ausstellungsbeteiligungen (Auswahl)
- 2016: Ausstellung mit Herbert Schedler, Galerie Blickwarte, Hörbranz, Österreich[8]
- 2014: „Mud wrestling“ mit Hedya Klein, Hirt Haus Atelier, Scheifling, Österreich
- 2012: „die teile – das ganze“, Kunsthaus Deutschvilla, Strobl, Österreich
- 2011: „GROWTH“ mit Letizia Werth und Leena Naumanen, artP, Perchtoldsdorf, Österreich
- 2010: „Lieblingspositionen“, Forum Stadtpark, Graz, Österreich
- 2007: „Langfristige Planung kannten sie nicht“, Galerie Ardizó, Bregenz, Österreich (mit Volker Tiemann)
- 2005: „Die Szene sind wir“, 8. Runde, Forum Stadtpark, Graz, Österreich
- 2003: Hankins Gallery, Michigan State University, East Lansing, USA
- 2003: Session House Garden, Tokio, Japan
- 2001: „...Frauen des Ganzen“, M.E.L. Kunsthandel, Wien, Österreich
- 1999: Galerie Mölkersteig, Wien, Österreich (mit Martin Dickinger)
- 1992: „Penelope - warten auf O.“, 3. Projekt des 12-teiligen Ausstellungsprojektes „Treibstoff Supernormal“, drive in Galerie, Madling, Österreich
- 1989 und 1990: „Internationale Mini-Textil-Bienale“, Szombathely, Ungarn

### Kuration, Projektentwicklung und -umsetzung (Auswahl)
- 2021: "Vererbtes Schweigen, verdrängte Erinnerung. Velden unterm Hakenkreuz 1938-1945", Öffentlicher Raum, Velden, Österreich (mit Werner Koroschitz und Josef Populorum)
- 2020: Kuration Obir/Ojstrc; Petzen/Peca, Kulturverein Zarja, Bad Eisenkappel (mit Werner Koroschitz)
- 2019: Entwicklung und Gründung von „MURAUstrickt“ ein Beteiligungsprojekt (mit Ottilie Vonbank)
- 2018: Mitbegründerin der "murauerInnen" (mit Gunilla Plank, Gundi Jungmeier, Tina Brunner)
- 2016–2021: Kuration von "STUBENrein" mit Gunilla Plank und Andreas Staudinger
- 2016–2019: Kuration Jahresprogramm, Murauer Handwerksmuseum
- 2016: Konzeptentwicklung „Handwerk und Tradition trifft Kunst und Innovation“, Neuausrichtung, teilweise Neugestaltung des Murauer Handwerksmuseums
- 2015: „Kunst des Vergessens“, Galerie Freihaus, Villach, Österreich, Kuration und Umsetzung (mit Werner Koroschitz)
- 2015: „das eigene & das fremde, das andere heimatmuseum von A-Z“, das andere heimatmuseum, Neumarkt, Österreich, Konzeption, Kuration und Umsetzung (mit Werner Koroschitz)
- 2012: Neugestaltung der Ausstellung im Museum Peršmanhof, Bad Eisenkappel, (mit Lisa Rettl und Werner Koroschitz)
- 2007: „Baby an Bord, Mit dem Kinderwagen durch das 20. Jahrhundert“, Ausstellungsentwicklung/-dramaturgie/-gestaltung und Kuratorin für den designgeschichtlichen Bereich, Ausstellung im Wien Museum (mit Lisa Rettl und Werner Koroschitz)
- 1999–2021: Artist-in-Residence-Programm Hotel Pupik in Schrattenberg, St. Lorenzen bei Scheifling, Österreich[9]
- 1997: Ausstellungsreihe „Sichtvermerk“, 8 österreichische Künstler in den Galerien Laza Kostic (Sombor) und Zlatno Oko (Novi Sad), Serbien (mit der Künstlergruppe APSOLUTNO)
- seit 1993: Vonbank Orgelbau, Entwurf, Produktentwicklung[10]
- 1992 – 1998: Intermediale Symposien in Schrattenberg, St. Lorenzen bei Scheifling, Österreich

## Auszeichnungen
2021 erhielt sie für ihre Arbeit den Hanns-Koren-Kulturpreis des Landes Steiermark.

## Publikationen
- Werner Koroschitz, Uli Vonbank-Schedler, Lisa Rettl: Baby an Bord, Wien 2007.
- Werner Koroschitz, Uli Vonbank-Schedler: KuNSt des Vergessens, Klagenfurt 2015.